# Virginia Lee (remera)
Virginia Lee (Sídney, 6 de abril de 1965) es una deportista australiana que compitió en remo.
Participó en dos Juegos Olímpicos de Verano, obteniendo una medalla de bronce en Atlanta 1996, en la prueba de doble scull ligero, y el cuarto lugar en Sídney 2000, en la misma prueba.
Ganó dos medallas en el Campeonato Mundial de Remo, en los años 1992 y 1999.

## Palmarés internacional
| Juegos Olímpicos   | Juegos Olímpicos         | Juegos Olímpicos  | Juegos Olímpicos          |
| Año                | Lugar                    | Medalla           | Prueba                    |
| ------------------ | ------------------------ | ----------------- | ------------------------- |
| 1996               | Atlanta (Estados Unidos) | Medalla de bronce | Doble scull ligero        |
| Campeonato Mundial |                          |                   |                           |
| Año                | Lugar                    | Medalla           | Prueba                    |
| 1992               | Montreal (Canadá)        | Medalla de oro    | Cuatro sin timonel ligero |
| 1999               | St. Catharines (Canadá)  | Medalla de bronce | Doble scull ligero        |